# Las Tunas (pokrajina)
Las Tunas je pokrajina u istočnom dijelu Kube. Nastala je 1978. odvajanjem od pokrajine Oriente. Glavni grad je Victoria de las Tunas. Ostali veći gradovi su Puerto Padre i Amancio. Južna obala (zaljev Guacanayabo) je močvarna s mangrovama. Značajan je uzgoj šećerne trske i stočarstvo.